# Ян Францішек Любовецький
Ян Францішек Любовецький (іноді Ян Францішек Лубовіцький, Францішек Лубовіцький, Любовіцький; пол. Jan Franciszek Lubowiecki; близько 1630—1674) — польський шляхтич, урядник, політичний діяч Республіки Обох Націй (Речі Посполитої), дипломат. Представник роду Любовецьких гербу Шренява.

## Життєпис
Народився близько 1630 року. Мав рідних братів Францішека, королівського придворного й підполковника, добжинського підчашого, та Миколая.
Підписав вибір королем Польщі Яна ІІ Казимира як представник Каліського воєводства, а Міхала Корибута Вишневецького та Яна ІІІ Собеського — як представник Волинського. Як делегат короля Міхала Корибута Вишневецького брав участь у перемовинах з турками, після яких було підписано Бучацький мирний договір. З ним також були чернігівський каштелян Ґабріель Сільніцький, підскарбій надвірний коронний Ян Шумовський.
Посади (уряди): королівський секретар (1641), волинський (1661) і холмський (1659) каштелян, староста тлумацький (1659), ліпницький, радомський (1665), пунський (1658), стольник цеханувський. 1641 року отримав поселення Охотниця (пол. Ochotnica) в Чорштинському повіті. Брав активну участь у громадському та політичному житті Речі Посполитої, неодноразово згаданий в «конституціях» сеймів. Помер 1674 року.

### Сім'я
Дружина — Анна Констанція з Харленських, донька володимирського підкоморича; для неї це був другий шлюб (у 1653 році стала вдовою після смерти першого чоловіка князя Костянтина Пузини). Дітей у шлюбі вони не залишили, Констанція після смерті Яна Францішека вийшла за Габріеля Сільніцького (кам'янецький каштелян у 1678 році).